# Keresztszemes hímzés

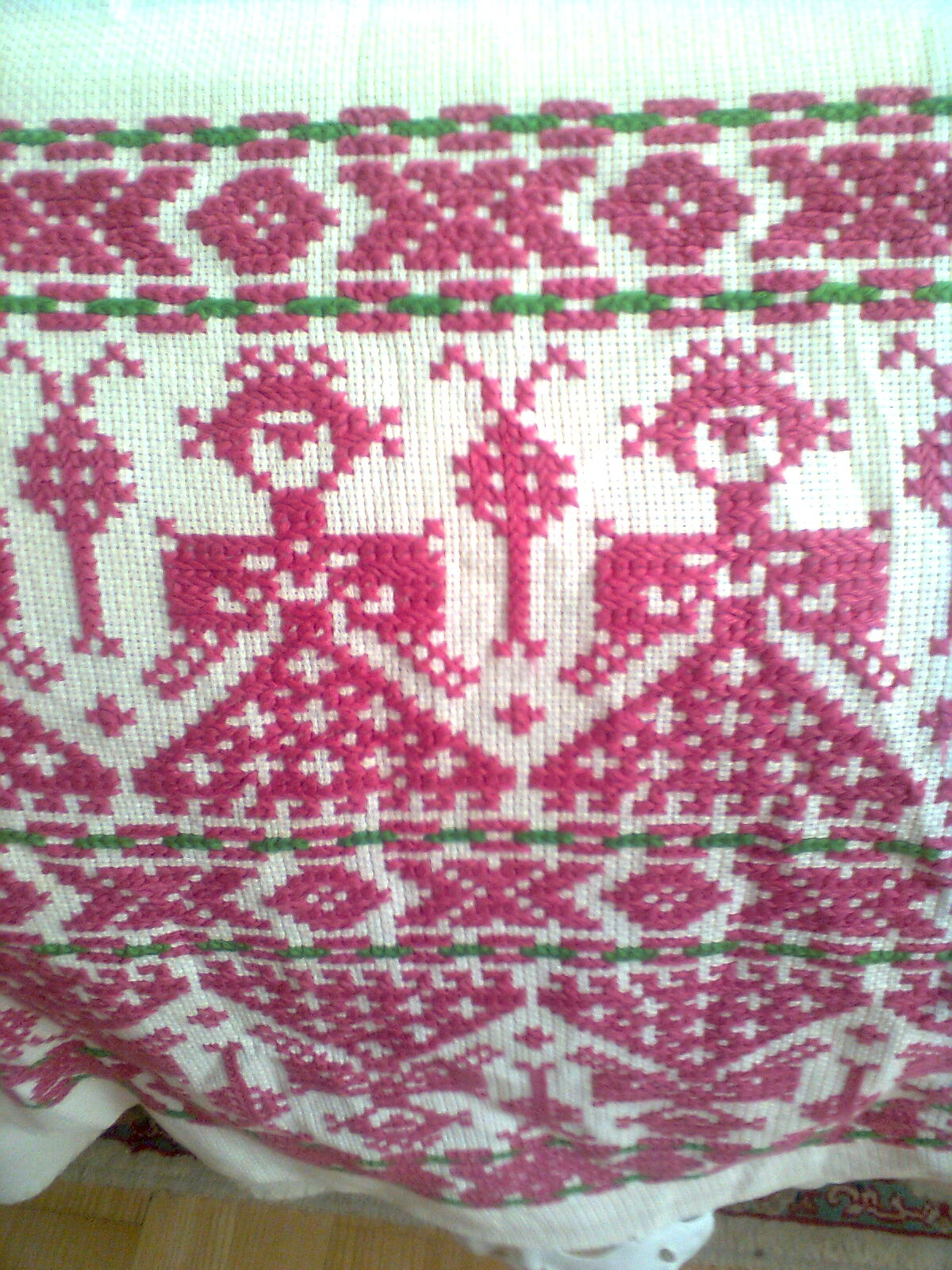
Keresztszemes falvédő részlet, nőalakok sora, 18. sz-i lepedőszél mintája alapján, tükrözött alapminta, kongréra hímezve

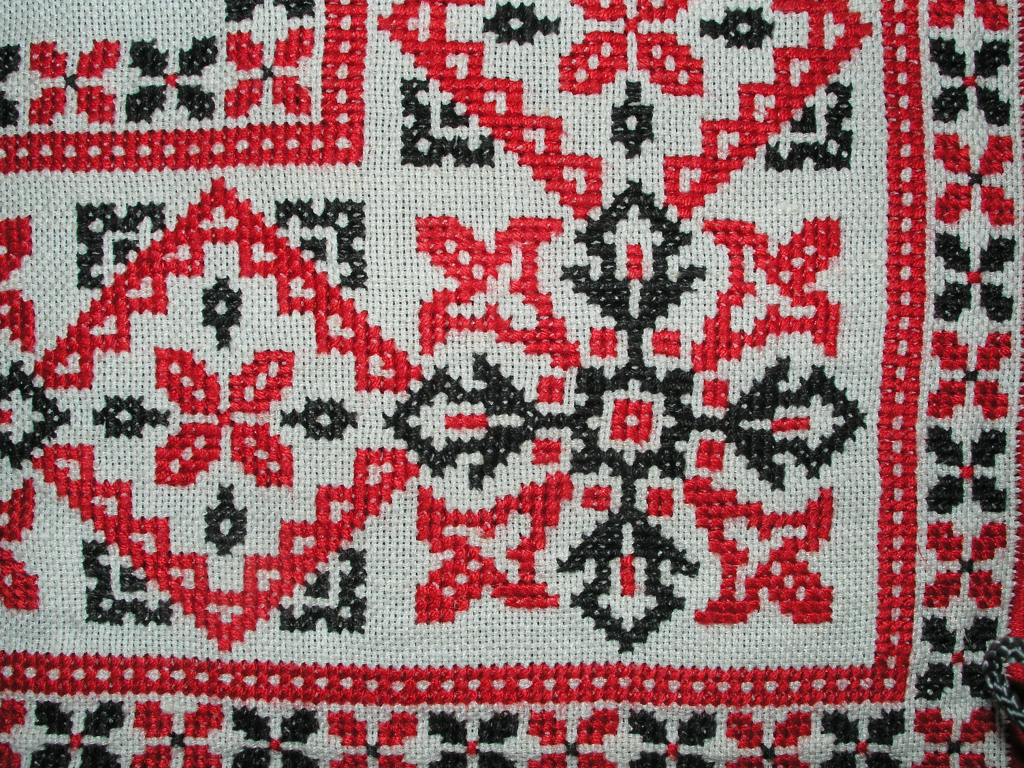
Keresztszemes terítő részlete

A keresztszemes hímzés a szálszámolásos apró laposöltések továbbfejlesztéséből született. A szem elnevezés két vagy több egymást keresztező lapos-öltést jelent. Normál szövésű vászon v. pamut alapanyagon a keresztszemes hímzést szálszámolással kell előkészíteni. Alapvető követelmény, hogy a vízszintes és függőleges irányban elhatárolt négyzetek egyenlőek legyenek. Vastagabb vetülékfonal esetén a láncfonalból kevesebb számút kell a négyzetbe venni, és így a minta nem fog eltorzulni.
Manapság a keresztszemes hímzést panama, kongré elnevezésű, többnyire pamut alapanyagra hímezik, melyeken a szálszámolás sokkal könnyebb, mint a sűrű szövésű vászon és pamutanyagoknál.

## Egyszerű keresztszem
Két egymást keresztező azonos nagyságú ferde laposöltésből áll. Kezdéskor az anyag színére felszúrt hímzőszál az egységként megadott négyszög bal felső sarkából indul. Az első öltés jobbra átlósan lefelé indul az alapnégyszög jobb alsó sarkában szúrjuk át az anyagot, majd balra vízszintesen előre vezetjük, és felöltünk a kiindulási pont alatt az alapnégyszög bal alsó sarkában. Innen indul a keresztöltést adó második öltés, a szálat jobbra átlósan felfelé vezetjük és leöltünk az alapnégyzet jobb felső sarkában. Ezzel elkészült az első szem. A második szem kialakításához a hátoldalon vízszintesen vezetjük fel a színoldalra a hímzőszálat (az első szem nagyságát figyelembe véve) két öltéshosszon át. A kezdő szemet a munka jobb felső sarkába kell elkészíteni, s így a hímzés jobbról balra fog haladni. A hímzéssor végén a hímzést megfordítjuk, és az előzőek szerint járunk el.

## Szálán varrott öltés

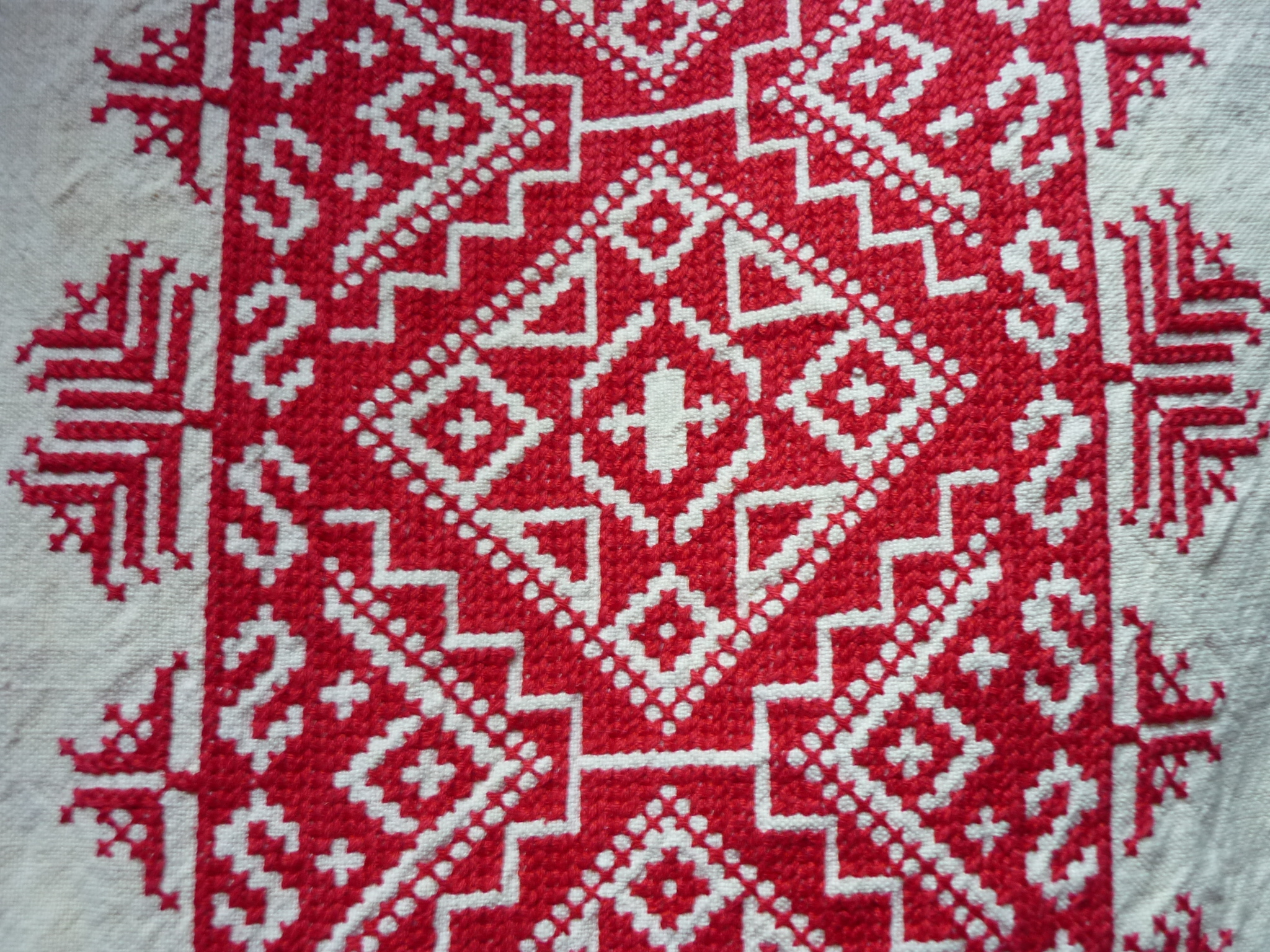
Szálán varrott párna, árapataki „veszett utas” minta alapján az 1980-as években készült

A fonott keresztszemnek, zsinórvarrásnak illetve szálán varrottnak is nevezett öltésmód Erdélyben elterjedt; a régi hímzések többnyire piros színűek. A testtől távolodó tűmozgással, balról jobbra készül. Kezdőöltés egyszerű keresztszem, aminek a bal felső sarkába visszaszúrunk. Ezután két alapnégyzetnyire átlósan jobbra lefelé két szem hosszúságra leöltünk, majd ezt a hosszú átlós öltést egy sima keresztszemmel a már ismert módon lefogjuk. Ezt ismételgetjük a hímzéssoron. A sor végére érve hosszú keresztöltés helyett rövid keresztöltést készítve fordulunk; egyidejűleg a kézimunkát is fordítjuk és indítjuk a következő hímzéssort. A soronként ellenkező irányú hímzés bordás hatást kelt. A bordák általában a minta hosszában hosszanti irányában helyezkednek el. A szál végét a már megvarrt rész alá dolgozzuk be.

## Állókeresztszem
Először egy vízszintes lapos öltést képzünk, majd ennek az öltésnek a felező vonalán merőlegesen az előző öltéssel egyező hosszúságú lapos öltést készítünk. Sorkivarrásra használjuk.

## Soproni egyszerű keresztöltés
A soproni egyszerű keresztöltés a hamis lapos öltés és a ferde irányú kicsi lapos öltés kombinációja. A behímezendő felületen előkészítésként – a minta igényelte hosszúságban – hamis lapos öltésekkel négyzethálót készítünk. Az így keletkezett kis négyzetek találkozási pontjait erősítjük le egy irányban álló rövid és egyforma hosszú lapos öltésekkel.

## Soproni kettős keresztöltés
A soproni kettős keresztöltés a hamis lapos öltés és az egyszerű keresztszem együttes alkalmazása. Az soproni egyszerű keresztöltéshez képest itt a kis négyzetek találkozási pontjait egy-egy egyszerű keresztöltéssel öltjük le. A leöltögetéssel itt is egy irányban haladunk a fonalak mentén.

## Torockói keresztszem
Az álló sima keresztszemes, valamint hamis lapos öltések öltések kombinációja. A kitöltendő felületeket hamis lapos öltésekkel berácsozzuk. A lapos öltések által alkotott négyzetek kitöltésének menete a következő:
1. A négyzet bal oldalának felezővonalán kívülről lefelé indítjuk az álló egyszerű keresztöltést.
2. A négyzet jobb oldalának felezővonalán kívülről szúrjuk le az elindított öltést.
3. Felöltünk a négyzet felső oldalának felezővonalához kívülről.
4. Leöltünk a négyzet alsó oldalának felezővonalához kívülről.
5. Az elkészült álló keresztszemet a kereszteződésnél jobbról indított átlós félkeresztöltéssel balra leszorítjuk.

A rácsozás minden második négyszögét töltjük be. Területek kitöltésére alkalmazható.

## Boszorkányöltés (Margit-öltés vagy nyolcas öltés)

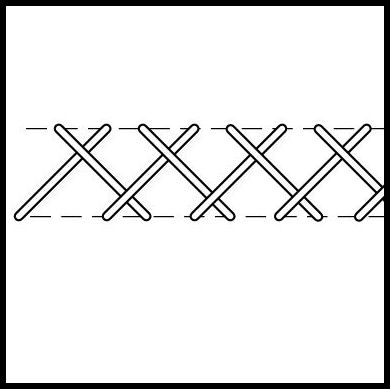
Margitöltés

Technikája hasonlít a szálán varrottéhoz, csakhogy itt mindkét öltés egyenlő hosszúságú. A kijelölt kezdőponttól jobbra és lefele ferde lapos öltéssel indítunk, vízszintesen visszaöltünk balra a kijelölt kezdőpont és a kezdő lapos öltés leszúrási pontjának vízszintesben mért távolságát felezően. Ezután ellentétes irányú, de azonos dőlésszögű öltést készítünk a kezdőpont magasságában szúrva át az anyagot. Ugyanakkorát öltünk balra vízszintesen vissza, mint amekkora a lenti távolság. Ezt ismételjük. A minta levegős, a lapos öltések lent és fent nyolcast formázva keresztezik egymást a színen, a hátoldalon pedig apró lapos öltéseké mutatják a sort. A hímzés sor a sima keresztszemes mintával ellentétesen, balról jobbra fog haladni.

## Kettős nyolcasöltés
Ehhez az öltéshez a nyolcasöltéssor egyik oldalán kétszer olyan messzire öltünk vissza, mint a másik oldalon. Menete:
1. Nagyobb méretű egyszerű keresztszemet készítünk.
2. Vízszintesen balra a kész keresztszem kereszteződése felett felöltünk.
3. Jobbra átlósan leöltünk úgy, hogy az előrehaladás az első keresztszem alsó négyzetoldalának fele legyen.
4. Balra vízszintesen felöltünk az első keresztszem kereszteződése alatt.
5. Jobbra átlósan felöltünk oly módon, hogy az előrehaladás szintén a felső négyzetoldal fele legyen.

2-5-ig ismételgetünk. A minta a színoldalon középen kis rombuszokat mutat, a felső soron kis "v" betűket, az alsó soron fordított "v" betűket mutat. A hátoldalon a mintasor tetején egymástérő lapos öltések látszódnak, míg a mintasor alján egy hosszú lapos öltés alatt egy félhosszúságú lapos öltés látszódik ismétlődően. A hímzés balról jobbra halad.

## Fonatöltés

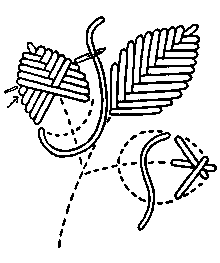
Fonatöltés

A párhuzamosan haladó nyolcasöltéseket szorosan egymás mellé varrjuk úgy, hogy mindig négy vagy öt kész öltés mögé öltünk vissza. Az öltések fele fedésben lesz. A munka balról jobbra halad. Ez a mintasor fényes fonalból szép hatást kelt.

## Félkeresztöltés vagy butukos keresztszem
Hímzőfonal-takarékos öltésmód, ahol először a hímezendő sor hosszúságában (maximum pár cm-es) egy ferde elnyújtott lapos öltést kell készíteni balról jobbra, majd erre szemenként ráhímezzük a másik átlósort jobbról balra haladva a munka megfordítása nélkül. A második sor végén előöltünk felfele a következő sorra. A munka hátoldala függőleges, egymás mellett és felett sorakozó öltéseket mutat.

## Sárközi keresztöltés
A sárközi keresztöltés valamely irányban megnyújtott keresztöltés, amely alkalmazkodik a kitöltendő felülethez. Egy hosszú, kissé ferde lapos öltést egy másik, jóval rövidebb ellenkező irányba dőlő lapos öltés a közepe táján keresztez. A hímzés jobbról balra halad.

## Kalászöltés
A kalászöltés a láncöltés és sárközi keresztöltés variációja. Az álló ovális rajzú motívum alsó szélétől néhány láncöltést készítünk felfelé haladva, majd az első láncöltésből kiindulva láncöltésenként egy vagy több ferde sárközi keresztöltéssel kitöltjük a mintaelem szabad részét. Hímzés közben figyelni kell a térkitöltésre. A legtöbb sárközi nyolcasöltés a láncöltéssor utolsó szemébe készül, mert ott a legnagyobb ívelt kitöltendő felület.

## Matyó nyolcasöltés
A mezőkövesdi hímzések, azaz a matyó hímzés jellegzetes kitöltő öltése a matyó nyolcasöltés. A levélmotívum felső széles részénél kezdetnek egy lapos öltést készítünk. Utána az öltés mögött, de még a motívum határán belül szúrjuk fel a tűt, majd a hímző fonalat keresztbe vezetjük az első öltésen , s a rajz vonalán belül öltünk le. Utána ismét a rajz vonalán öltünk fel, majd ismételünk a kezdéstől. A hímzés balról jobbra halad, s mindig hegyes tűvel dolgozunk.

## Tört öltés
A matyó hímzéseken a virágmintákat gyakran tört öltéssel varrják ki. Kezdéskor a minta körvonalát száröltéssel körbevarrják. A virágszirom-motívum alsó részén az anyagba öltenek és sűrű matyónyolcasöltéssel a szárhímzés öltéseit átfűzve töltik ki a felületet.

## Tardi keresztszem
A tardi keresztszemes hímzés jellegzetessége, hogy készítésekor az egymás mellett lévő keresztszemek felső öltései egymással ellenkező irányban dőlnek. Ennek következtében az egymás alatti sorokban mindig négy-négy felső öltés egy pontban találkozik.